# Wassyl Tarnowskyj senior

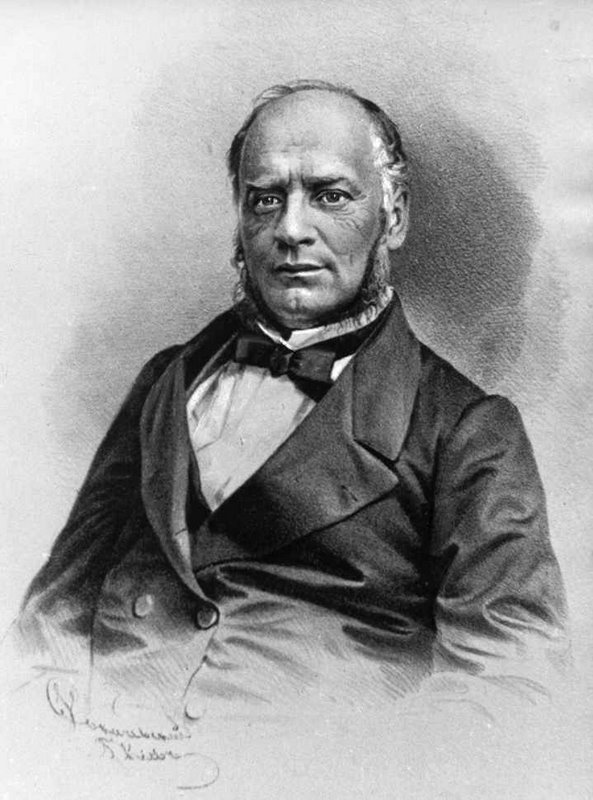
Wassyl Tarnowskyj senior

Wassyl Wassyljowytsch Tarnowskyj senior (ukrainisch Василь Васильович Тарновський, russisch Василий Васильевич Тарновский Wassili Wassiljewitsch Tarnowski; * 14. Junijul. / 26. Juni 1810greg. in Antonowka, Gouvernement Poltawa, Russisches Kaiserreich; † 4. Dezemberjul. / 16. Dezember 1866greg., Russisches Kaiserreich) war ein ukrainischer Ethnograph, Rechtshistoriker und Mäzen.

## Leben
Wassyl Tarnowskyj entstammte einer alten ukrainischen Kosaken-Familie und kam in Antonowka (Антонівка) im heutigen Rajon Warwa der ukrainischen Oblast Tschernihiw zur Welt.
Er ging mit dem gleichaltrigen Nikolai Gogol am Gymnasium in Nischyn zur Schule und studierte anschließend an der Moskauer Universität Jura. Nach dem Studium lehrte er zwischen Anfang 1833 und Ende 1835 am Gymnasium in Schytomyr, sah sich aber nach dem Tod seiner Eltern gezwungen, den Familienbesitz zu leiten. Nachdem er von seinem verstorbenen Onkel ein riesiges Vermögen geerbt hatte, darunter ein schönes Anwesen in Katschaniwka im Gouvernement Tschernigow, auf dem er unter anderem 1859 Taras Schewtschenko empfing, wurde er ein Mäzen der ukrainischen Kultur und war beispielsweise für die Publikation von Werken Pantelejmon Kulischs verantwortlich. Als Gegner der Leibeigenschaft war er aktiv an der Vorbereitung zu Gesetzgebungsreformen von 1861 beteiligt. Außerdem schrieb er Artikel über juristische und ethnographische Themen. 
Wassyl Tarnowskyj senior pflegte freundschaftliche Beziehungen zu Nikolai Gogol, Taras Schewtschenko, Nikolai Kostomarow und Pantelejmon Kulisch, stand der Kyrill-und-Method-Bruderschaft nahe und war der Vater des Mäzen und Aktivisten Wassyl Tarnowskyj junior. Er starb 56-jährig, wurde in Tschernigow aufgebahrt und in Katschaniwka beerdigt.